# لويس إي. كراندال
لويس إي. كراندال (بالإنجليزية: Louis E. Crandall)‏ هو رائد أعمال أمريكي، ولد في 27 يوليو 1929 في ميسا في الولايات المتحدة، وتوفي في 11 سبتمبر 2016 في بروفو في الولايات المتحدة.